# Санкт Јохан у Понгауу
Санкт Јохан у Понгауу град је у средишњој Аустрији, у покрајини Салцбург и седиште је истоименог округа.

## Природне одлике
Град се налази 330 км југозападно од Беча и 70 km јужно од Салцбурга, главног града покрајине.
Формирао се у долини реке Салцах, у горњем току. Град и долину окружују Алпи. Насеље је историјско средишње области Понгау. Надморска висина града је око 560 m.

## Оснивање
Општина се састоји од следећих 10 села:
- Десерт (294)
- Флојтенсберг (166)
- Гинауу (25)
- Халмус (49)
- Машл (752)
- Планкенау (1649)
- Рајнсбах (2102)
- Ретенштајн (687)
- Санкт Јохан у Понгауу (4682)
- Урејтинг (292)

## Становништво
| 1981. | 1991. | 2001.  | 2011.  |
| ----- | ----- | ------ | ------ |
| 7.680 | 8.855 | 10.260 | 10.698 |

По процени из 2016. у граду је живело 10929 становника. Услед развоја туризма, број становника у граду се последњих деценија знатно повећао.

## Галерија
- Поглед на град зими
- Градска црква Светог Јована Крститеља